# Ficus microsphaera
Ficus microsphaera är en mullbärsväxtart som beskrevs av Otto Warburg. Ficus microsphaera ingår i släktet fikonsläktet, och familjen mullbärsväxter. Inga underarter finns listade i Catalogue of Life.